# イビビオ＝エフィク諸語
イビビオ＝エフィク諸語（イビビオ＝エフィクしょご）はベヌエ・コンゴ語群のクロスリバー諸語の主要な方言連続体である。

## 下位分類
- アナン語
- エフィク語
- イビビオ語
- ウクワ語（英語版）